# 長田重一
長田 重一（ながた しげかず、1949年（昭和24年）7月15日 - ）は、日本の生物学者（分子生物学）である。大阪大学免疫学フロンティア研究センター教授。石川県金沢市出身。

## 略歴
金沢市立兼六中学校、金沢大学附属高等学校を経て、1972年に東京大学理学部生物化学科を卒業。1977年に東京大学大学院理学系研究科博士課程を修了し、理学博士の学位を取得。博士論文は「ポリペプチド鎖延長因子1.EF-1の精製と機能」。チューリッヒ大学分子生物学研究所研究員、東京大学医科学研究所助手、大阪バイオサイエンス研究所分子生物学研究部部長、大阪大学大学院生命機能研究科時空生物学教室教授・医学系研究科遺伝学教室教授を経て、2015年より大阪大学免疫学フロンティア研究センター教授。2010年、日本学士院会員。
アポトーシス研究の第一人者として知られ、サイトカインであるINF-αとG-CSFの遺伝子を分離し、その構造を解明した。

## 受賞・栄典
- 1986年（昭和61年）10月 - 日本生化学会奨励賞
- 1990年（平成2年）12月 - ベルツ賞1等賞 「顆粒球コロニー刺激因子（G-CSF）に関する基礎研究とその臨床応用」
- 1992年（平成4年）10月 - 持田記念学術賞 「白血球の発生・成熟過程の分子機構」
- 1994年（平成6年）11月 - エミール・フォン・ベーリング賞
- 1995年（平成7年）10月
  - ロベルト・コッホ賞
  - 大阪科学賞 「アポトーシス（細胞死）の分子機構の解析」
- 1996年（平成8年）11月 - ベーリング・北里賞
- 1997年（平成9年）1月 - ラッカサーニュ賞
- 1998年（平成10年）
  - 1月 - 朝日賞 「細胞死アポトーシスの分子機構に関する研究」[2]
  - 2月 - 高松宮妃癌研究基金学術賞
  - 3月 - 上原賞
- 2000年（平成12年）6月 - 日本学士院賞・恩賜賞 「アポトーシスの分子機構の研究」
- 2001年（平成13年）11月 - 文化功労者
- 2012年（平成24年） - デブレツェン分子医学賞（デブレツェン大学）
- 2013年（平成25年）9月 - 慶應医学賞
- 2015年（平成27年） - 米国科学アカデミー会員
- 2022年（令和4年） - 瑞宝重光章[3]

## 社会との関わり
- 2014年の年末から2015年の年初にかけて、「日本の科学を考える」というWebサイトの「捏造問題にもっと怒りを」というトピックのコメント欄および2ちゃんねるの「捏造、不正論文 総合スレネオ 24」という掲示板において、1998年～2002年に出版された責任著者を務める5報の論文に不自然な画像データの酷似があることが指摘され、全国紙やNHKで報道された（匿名Aによる論文大量不正疑義事件）[4][5][6]。5報のうちNature誌の論文1報については2015年10月に再実験したデータを用いて修正を行った[7]。修正後、この修正されたNature論文は1998年に世界で発表された論文の中で最も多く引用されたとの説明を2016年のNature Japanのインタビューで行った[8]。